# HD 121699
HD 121699，又名BD-22 3687，SAO 182123、HR 5246，是一颗恒星，视星等为6.14，位于銀經322.14，銀緯37.37，其B1900.0坐标为赤經13h 51m 53.6s，赤緯-22° 37.37′ 4″。